# Esquire
Esquire (с англ. — «эсквайр») — международный ежемесячный журнал, основанный в 1933 году в США. Основные темы: культура и искусство, мода и стиль, бизнес и политика, технологии и автомобили, еда и здоровье, персонажи и интервью.
Журнал в октябре 1933 года основали Дэвид Смарт, Генри Джексон и Арнольд Гингрич. В январе 1937 года ежемесячный тираж журнала достигает отметки в полтора миллиона экземпляров. В октябре 1963 года тираж журнала увеличивается до двух миллионов.

## География издания
Журнал издается в следующих странах:
- Болгария (с 2014)
- Великобритания (с 1991)
- Вьетнам
- Германия
- Гонконг
- Греция (с 2013)
- Индонезия
- Испания
- Италия (2018)
- Казахстан (с 2005)
- Китай
- Колумбия (2012—2019)
- Малайзия
- Мексика
- Нидерланды
- ОАЭ (с 2009)
- Польша (с 2015)
- Россия (2005—2022, теперь «Правила жизни»)
- Румыния
- Сальвадор (с 2009)
- Сербия
- Сингапур
- США
- Тайвань
- Таиланд
- Турция
- Украина (2012—2014)
- Филиппины
- Чехия
- Южная Корея
- Япония (с 1987)

В 2022 году из-за вторжения России в Украину владелец отозвал лицензию у российской версии, из-за чего она была переименована в «Правила жизни».